# Pride and Prejudice (boek)
Pride and Prejudice (Ned: Trots en vooroordeel of Waan en eigenwaan) is een roman, gepubliceerd in 1813, geschreven door de Britse schrijfster Jane Austen. Ze begon te schrijven aan het originele manuscript van Pride and Prejudice tussen 1796 en 1797, onder de titel First Impressions (met name omdat zij wilde benadrukken dat deze zoveel vooroordelen leveren, zie de Nederlandse vertaling van de titel). Maar een uitgever vond het niet goed genoeg waardoor ze het pas in 1811 herzag. Pride and Prejudice werd voor het eerst gedrukt in januari 1813, twee jaar na Sense and Sensibility, haar eerste boek, door de Military Library in Whitehall.

## Inhoud

### Samenvatting
Pride and Prejudice verhaalt over vijf ongetrouwde zussen uit de Engelse middenklasse rond de eeuwwisseling van de 18e en 19e eeuw. De hoofdpersoon is Elizabeth Bennet, de op een-na-oudste zuster en ook de intelligentste. Haar moeder probeert alle vijf de dochters te laten trouwen met welgestelde mannen, aangezien de eigendommen van hun vader alleen geërfd kunnen worden door een mannelijke erfgenaam en dus aan een neef ten deel zullen vallen.
Intussen nemen de zeer gefortuneerde Charles Bingley en zijn vriend Fitzwilliam Darcy hun intrek op het landgoed Netherfield, niet ver van Longbourn, het kleinere landgoed van de Bennets. Elizabeths oudere zus (en tevens de mooiste van de vijf zusters) Jane wordt verliefd op de aardige Charles Bingley en Elizabeth ergert zich aan diens arrogante vriend Mr. Darcy. Als Elizabeth ten huwelijk wordt gevraagd door William Collins, de neef die de erfenis zal ontvangen, kan Mrs. Bennet haar geluk niet op. Ze is dan ook verbijsterd wanneer Elizabeth hem afwijst, omdat haar "gevoelens het haar in alle opzichten verbieden het aanzoek aan te nemen". Haar vader echter trekt partij voor zijn lievelingsdochter 'Lizzy' en geeft haar gelijk. Uiteindelijk trouwt Collins met Charlotte Lucas, Elizabeths 27-jarige vriendin.
Als Charles Bingley plotseling vertrekt en Jane wanhopig is, verdenkt Elizabeth Charles' zuster Caroline van inmenging in de zaken. Maar als ze op bezoek is bij haar vriendin Charlotte komt ze erachter dat Mr. Darcy erachter zat.
Mr. Darcy doet Elizabeth geheel onverwachts een hartstochtelijk huwelijksaanzoek. Elizabeth is echter niet van plan te trouwen met de man die het leven van haar zuster heeft geruïneerd en ook nog eens het leven van de arme Mr. Wickham, die ze via haar losbandige jongste zusje Lydia heeft leren kennen. Ze wijst Darcy dan ook bits af en gooit hem verwijten voor de voeten. Mr. Darcy schrijft haar een brief waarin hij zijn relatie tot Mr. Wickham (die een onder gokschulden gebukt gaande losbol blijkt te zijn) uitlegt en toelichting geeft op zijn aandeel in de scheiding van Jane en Charles.
Als Elizabeth met haar oom en tante rondreist en onder andere Darcy's landhuis Pemberley bezoekt in zijn afwezigheid, worden ze verrast door diens plotselinge thuiskomst. Darcy is nu erg voorkomend, en stelt onder andere een ontmoeting met zijn jonge zuster voor. Maar nog voor een en ander zich verder ten goede kan ontwikkelen, ontvangt ze in het bijzijn van Mr. Darcy een brief van haar zuster Jane waarin die schrijft dat Lydia ervandoor is met Mr. Wickham, hetgeen een onvergeeflijke schande voor de gehele familie is. Elizabeth en haar oom en tante keren direct naar huis terug. Uiteindelijk wordt Lydia gevonden en trouwt ze met Mr. Wickham. Door loslippigheid van Lydia komt Elizabeth erachter dat het Darcy is die achter de schermen alles heeft geregeld.
Dan komt het hele gezelschap van Darcy en Bingley en diens zusters terug naar Netherfield. Bingley en Jane ontmoeten elkaar weer, en Bingley vraagt haar ten huwelijk - na hiervoor toestemming gevraagd te hebben aan Darcy. Elizabeth beseft ondertussen dat ze Darcy totaal verkeerd heeft beoordeeld. Bij een gezamenlijk uitstapje, nadat Elizabeth hem bedankt heeft voor zijn ingrijpen, vertelt hij haar dat zijn gevoelens voor haar onveranderd zijn en doet hij haar opnieuw een aanzoek. Dit keer stemt ze wel in en geeft ze toe dat ze van hem houdt.

### Personages
- Elizabeth Bennet: Als de op een-na-oudste dochter van Mr. Bennet is Elizabeth de meest intelligente en verstandige dochter van de vijf. Ze heeft veel bewonderenswaardige kwaliteiten – ze is lieflijk, slim, en, meest kenmerkend, rap van tong in een boek dat gekenmerkt wordt door grote passages met dialogen. Haar eerlijkheid, deugd en spitsvondigheid zorgen ervoor dat ze de slechte manieren en de onzin van de hogere klasse kan doorzien. Door haar spitsvondigheid en neiging om overhaast te oordelen geraakt ze in de problemen. Pride and Prejudice draait rond Elizabeth (en haar ware liefde, Mr. Darcy), hoe ze haar problemen overwint en haar emotionele groei doormaakt terwijl ze op zoek gaat naar haar grote liefde. Er zijn veel problemen die op haar weg komen: een hopeloze moeder, een afstandelijke vader, twee jongere zussen die onverbeterlijke flirts zijn en zich kinderachtig gedragen en verscheidene snobistische en tegenwerkende vrouwen. Daarnaast, en het moeilijkste van al, moet ze ook haar eerste (slechte) indruk van Mr. Darcy herzien. Die eerste indruk zorgde er oorspronkelijk voor dat ze zijn eerste huwelijksaanzoek bits afwees. Haar charme zorgt er echter voor dat hij zijn interesse in haar behoudt terwijl zij probeert sociale en familiale problemen te boven te komen. Na verloop van tijd begint ze in te zien dat Mr. Darcy toch niet zo’n slechte man is als ze dacht en ontdekt ze de fout in haar oorspronkelijke oordeel over hem.

- Fitzwilliam Darcy: De zoon van een rijke familie en de heer van het indrukwekkende landgoed Pemberley. Darcy is de mannelijke tegenhanger van Elizabeth en omdat het verhaal meestal vanuit Elizabeths standpunt wordt beschreven, lijkt Elizabeth een sympathieker personage dan Darcy. Darcy heeft er moeite mee zich in het "lagere" milieu van Meryton een houding te geven en komt daardoor over als een hooghartige man. De lezer ontdekt echter gaandeweg dat Darcy een goed karakter heeft. Hij is intelligent, eerlijk en openhartig, hoewel ook, net als Elizabeth, geneigd om te snel conclusies te trekken. Daar komt nog bij dat hij zeer goed weet dat hij qua stand boven iedereen uittorent, waardoor hij trots is en zich bewust is van het verschil tussen de standen. Uiteindelijk vraagt hij Elizabeth uit liefde ten huwelijk maar verknalt het door zijn arrogantie. Terwijl hij om haar hand vraagt somt hij niet haar charme, schoonheid of andere goede eigenschappen op, maar eerder de redenen waarom hij haar eigenlijk niet tot vrouw zou moeten nemen, zoals haar lagere afkomst en schandelijke familie. Haar afwijzing zorgt ervoor dat hij zijn beoordelingen herziet. Hij toont zijn toewijding aan haar, ondanks zijn afkeuring van haar schandelijke familie, door Lydia en de hele familie Bennet te redden van sociale ongenade en door toch Elizabeth het hof te maken, hoewel zijn arrogante tante, Lady Catherine de Bourgh, het hem bijna letterlijk verbiedt. Hierdoor bewijst Darcy dat hij Elizabeth waardig is.

- Jane Bennet en Charles Bingley: Jane Bennet is Elizabeths oudere en knappere zus en Charles Bingley is de rijke en beste vriend van Darcy. De relatie van Jane en Charles loopt als een rode draad door het verhaal. Zij ontmoeten elkaar voor het eerst op het bal in Meryton en voelen zich onmiddellijk tot elkaar aangetrokken. Ondanks hun centrale rol in het verhaal blijven het vage personages, eerder geschetst door Austen, dan nauwkeurig getekend. Dit koppel gelijkt zodanig op elkaar, dat je ze gemakkelijk samen kunt beschrijven. Ze zijn beiden opgewekt, vriendelijk, altijd bereid om het beste in de mens te zien en absoluut niet egoïstisch. Het zachtaardige karakter van Jane tempert in grote mate het vurige en controversiële karakter van Elizabeth. Het sociale en vriendelijke karakter van Bingley staat in schril contrast met de stijve trots van Darcy. Jane en Charles vertegenwoordigen liefde op het eerste gezicht, ongehinderd door trots of vooroordelen.

- Mr. Bennet: hij is de vader van Jane, Elizabeth, Mary, Catherine ("Kitty") en Lydia. Hij ergert zich aan zijn absurde vrouw en zijn twee jongste moeilijke dochters. Hij reageert hierop door zich terug te trekken van zijn familie en een afstandelijke houding aan te meten die gekenmerkt wordt door sarcastische humor. Hij voelt zich het meest verwant aan Elizabeth omdat zij de meest intelligente van de familie is. In het begin van het verhaal vindt de lezer Mr. Bennet een uiterst sympathiek personage door zijn droge humor en door zijn zelfbehoud wanneer hij geconfronteerd wordt met de hysterische uitspattingen van zijn vrouw, maar, naarmate de lezer verder leest, verliest hij toch het respect voor Mr. Bennet wanneer het duidelijk wordt dat de prijs van zijn afstandelijke houding aanzienlijk is. Door zijn afstandelijkheid is hij een zwakke vader en, tijdens de zwakkere tijden van de familie, laat hij ze in de steek door zich op te sluiten in zijn bibliotheek en geen actie te ondernemen. Dit gedrag uit zich vooral wanneer hij toegeeft aan het onvolwassen gedrag van Lydia, waardoor de familie bijna in ongenade valt. Wanneer Lydia wegloopt om met Wickham te trouwen toont hij hoe weinig hij de situatie de baas is en moeten Mr. Gardiner en Mr. Darcy Lydia opsporen en de hele situatie oplossen. Uiteindelijk ontloopt Mr. Bennet de problemen en de buitenwereld liever dan ermee om te gaan.

- Mrs. Bennet: zij wordt omschreven als een vermoeiend personage. Ze is zeer luidruchtig en niet erg intelligent, een vrouw die gedreven wordt door haar wens om haar dochters getrouwd te zien met rijke mannen en zich van niets anders iets aan lijkt te trekken. Haar egocentrische plannetjes eindigen meestal op een andere manier dan ze in gedachten had omdat haar gebrek aan sociale etiquette juist die mensen afstoot (Darcy, Bingley) die ze eigenlijk probeert aan te trekken. Toch wil ze ook alleen maar het beste voor haar dochters. Austen gebruikt dit personage om aan te tonen hoe belangrijk het is voor jonge vrouwen om te trouwen, ze is namelijk de moeder van de kinderen en de vrouw van Mr. Bennet.

- Lydia Bennet: ze is de jongste van de vijf gezusters Bennet - vijftien jaar oud aan het begin van het verhaal. Ze wordt herhaaldelijk omschreven als bijzonder frivool en koppig en een onverbeterlijke flirt. Haar belangrijkste bezigheden zijn roddelen en flirtend met officieren rondhangen in de omgeving van Longbourn. Ze is dominant ten opzichte van haar twee jaar oudere zuster Kitty. Lydia wordt erg verwend door haar moeder die haar nooit afremt maar haar juist in al haar frivoliteiten ondersteunt.

- George Wickham: een oude bekende van Mr. Darcy, en een officier in het in Meryton gelegerde regiment. Hij is een aan de oppervlakte charmante man, maar zijn karakter is slecht - hij is de antagonist in het verhaal en Darcy's aartsvijand. Hij raakt aanvankelijk bevriend met Elizabeth en verspreidt roddels over Darcy in Meryton. Door Wickhams charmante voorkomen gelooft men hem, en wordt Darcy in diskrediet gebracht. Uiteindelijk wordt duidelijk dat niet Darcy maar Wickham de slechterik is.

### Bijfiguren

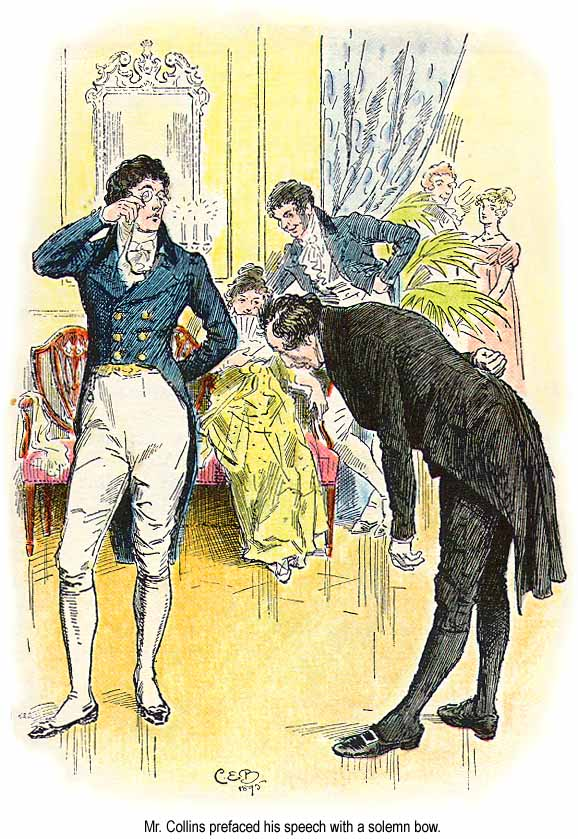
Mr. Collins stelt zich voor aan Mr. Darcy, door C.E. Brock, 1895

- Catherine ("Kitty") Bennet, de vierde dochter uit het gezin Bennet
- Mary Bennet, de derde dochter uit het gezin Bennet
- Mr. William Collins, een neef van Mr. Bennet
- Georgiana Darcy, zuster van Mr. Darcy
- Kolonel Fitzwilliam, neef van Mr.Darcy
- Caroline Bingley, zuster van Mr. Bingley
- Louisa Hurst, zuster van Mr. Bingley, getrouwd met Mr. Hurst
- Mr. Gardiner, zakenman ('in trade'), broer van Mrs. Bennet
- Mrs. Gardiner, zijn vrouw
- Mrs. Phillips, zuster van Mrs. Bennet
- Mr. Phillips, haar man
- Sir William Lucas, tot ridder geslagen dorpsgenoot van de Bennets
- Charlotte Lucas, zijn dochter, en de beste vriendin van Elizabeth Bennet
- Maria Lucas, Charlottes jongere zuster
- Lady Catherine de Bourgh, arrogante en zeer dominante beschermvrouwe van Mr. Collins, tevens tante van Mr. Darcy

## Invloed op moderne literatuur en film
De roman van Austen is verscheidene keren verfilmd, onder andere in 1940 en in 2005, zie Pride and Prejudice (film). In Nederland heeft de Nederlandse Christelijke Radio Vereniging een zesdelige bewerking uitgezonden op televisie in 1961-2, genaamd De vier dochters Bennet. Ook is er een 'Bollywood'-verfilming gemaakt, genaamd Bride and Prejudice. De bekendste visuele uitvoering is waarschijnlijk de zesdelige BBC-serie uit 1995, met onder andere Colin Firth, Anna Chancellor en Jennifer Ehle. De populaire roman Bridget Jones's Diary van schrijfster en columniste Helen Fielding is losjes gebaseerd op deze versie van Pride and Prejudice. In 2005 is het boek opnieuw verfilmd met Keira Knightley en Matthew Macfadyen in de hoofdrol.
In 2009 heeft de Amerikaanse schrijver Seth Grahame-Smith een nieuwe bewerking van Pride & Prejudice uitgegeven, genaamd Pride & Prejudice & Zombies. Het boek is verfilmd in 2016.
De Britse detectiveschrijfster P.D. James schreef in 2011 een vervolg op Pride and Prejudice met de titel Death comes to Pemberley waarin Fitzwilliam Darcy en Elizabeth Bennet, inmiddels enkele jaren getrouwd, te maken krijgen met een moord op hun landgoed.
In 2012 werd Pride & Prejudice bewerkt door Hank Green en Bernie Su, die een webserie van het verhaal maakten, getiteld The Lizzie Bennet Diaries.

## Trivia
- Trots en vooroordeel werd in 2002 opgenomen in de lijst van Belangrijkste boeken uit de wereldliteratuur (Zweedse Academie), samengesteld op initiatief van de gezamenlijke Noorse boekenclubs en de Zweedse Academie.